# Élections régionales de 2010 en Corse
Pour un article plus général, voir Élections régionales françaises de 2010.

La région Corse

Les élections régionales ont eu lieu les 14 et 21 mars 2010.

## Mode de scrutin spécifique à la Corse
La Corse est dotée d'un statut particulier. La Collectivité territoriale de Corse équivaut au conseil régional avec des pouvoirs plus importants, notamment en raison du fait qu'elle comporte deux instances : l'Assemblée de Corse (l'organe délibérant) et le Conseil exécutif de Corse (l'organe exécutif) qui en est issu mais qui ne vote pas les délibérations. Le mode de scrutin a été modifié avant les élections 2010 mais différent toujours des règles continentales : 7 % pour se maintenir au second tour, 5 % pour fusionner avec une autre liste se maintenant et une prime majoritaire plus faible (9 des 51 sièges). De plus, les candidatures ne prennent pas la forme de listes départementales mais d'une liste unique pour l'ensemble de la collectivité.

## Résultats de 2004
| Tête de liste  | Tête de liste            | Liste          | Premier tour | Premier tour | Second tour | Second tour | Sièges | Sièges |
| Tête de liste  | Tête de liste            | Liste          | #            | %            | #           | %           | #      | %      |
| -------------- | ------------------------ | -------------- | ------------ | ------------ | ----------- | ----------- | ------ | ------ |
|                | Camille de Rocca Serra   | UMP            | 20 155       | 14,59        | 35 627      | 25,05       | 15     | 31,9   |
|                | Émile Zuccarelli         | PRG            | 17 906       | 12,96        | 26 434      | 18,59       | 9      | 19,14  |
|                | Edmond Simeoni           | UN             | 16 772       | 12,14        | 24 652      | 17,34       | 8      | 17,00  |
|                | Paul Giacobbi            | PRG            | 14 477       | 10,48        | 21 562      | 15,16       | 7      | 14,89  |
|                | Dominique Bucchini       | PCF            | 9 147        | 6,62         | 11 810      | 8,30        | 4      | 8,5    |
|                | José Rossi**             | DVD            | 8 804        | 6,37         | 11 094      | 7,80        | 4      | 8,5    |
|                | Simon Renucci            | CSD            | 8 018        | 5,80         | 11 025      | 7,75        | 4      | 8,5    |
|                | Olivier Martinelli       | FN             | 6 181        | 4,47         |             |             |        |        |
|                | Pierre-Philippe Ceccaldi | DVD            | 5 637        | 4,08         |             |             |        |        |
|                | Jérôme Polverini         | DVD            | 4 568        | 3,31         |             |             |        |        |
|                | Jean-Louis Albertini     | DVD            | 4 429        | 3,21         |             |             |        |        |
|                | Toussaint Luciani        | DVG            | 3 860        | 2,79         |             |             |        |        |
|                | Paul-Félix Beneddetti    | REG            | 3 021        | 2,19         |             |             |        |        |
|                | Jean-Luc Chiappini       | DVD            | 2 612        | 1,89         |             |             |        |        |
|                | Jean-Marc Ciabrini       | DVG            | 2 541        | 1,84         |             |             |        |        |
|                | Marie-Louise Ottavi      | DVD            | 2 109        | 1,53         |             |             |        |        |
|                | Vincent Carlotti         | DVG            | 1 097        | 0,79         |             |             |        |        |
|                | Serge Vandepoorte        | REG            | 800          | 0,58         |             |             |        |        |
|                |                          |                |              |              |             |             |        |        |
| Inscrits       | Inscrits                 | Inscrits       | 195 604      | 100,00       | 195 515     | 100,00      |        |        |
| Abstention     | Abstention               | Abstention     | 53 762       | 27,49        | 48 922      | 25,02       |        |        |
| Votants        | Votants                  | Votants        | 141 842      | 72,51        | 146 593     | 74,98       |        |        |
| Blancs et nuls | Blancs et nuls           | Blancs et nuls | 3 653        | 2,58         | 4 387       | 2,99        |        |        |
| Exprimés       | Exprimés                 | Exprimés       | 138 189      | 97,42        | 142 206     | 97,01       |        |        |

 * Il fallait 5 % des voix pour accéder au second tour
 ** liste du président sortant

## Contexte régional

### Historique
La Corse est avec l'Alsace l'une des deux régions dirigées par la droite après le raz-de-marée socialiste de 2004.
Pourtant de 1974 à 1984, la Corse était gouvernée par la gauche, les radicaux-socialistes : François Giacobbi (1974-1979), Jean Filippi (1979-1982) et Prosper Alfonsi (1982-1984) lorsque le 2 mars 1982, la loi portant statut particulier de la région Corse est promulguée. Prosper Alfonsi devient ainsi le 1er président de l'Assemblée de Corse. La Corse devient une collectivité territoriale de plein exercice, quatre ans avant les autres régions.
L'Assemblée de Corse a été dissoute le 29 juin 1984. Depuis, des hommes politiques de droite se sont succédé à la tête de la région : Jean-Paul de Rocca Serra (1984-1998), José Rossi (1998-2004) et Camille de Rocca Serra (2004-). 
C'est en 1986 que sont organisées pour la 1re fois des élections régionales en France.
Le 13 mai 1991, la loi portant " statut de la Collectivité Territoriale de Corse " est promulguée. Elle prendra effet en 1992.
Jean Baggioni (1992-2004) devient le 1er président du Conseil exécutif de Corse. Ange Santini lui succède en 2004.
Toutefois l'hypothèse de conserver la collectivité territoriale de Corse à droite est très incertaine.
Le contexte politique est marqué par de nombreuses divisions au sein des formations politiques.

### Gauche
- La gauche communiste a annoncé clairement dès le départ son intention de constituer seule une liste Front de gauche avec à sa tête Dominique Bucchini.
- Quant à la gauche non communiste, l'union affichée fut de courte durée, Paul Giacobbi (PRG) ayant finalement décidé de partir seul, considérant les négociations trop longues et infructueuses. Sa liste est officiellement soutenue par le Parti socialiste. C'est pourquoi, deux autres listes ont été montées : celles d'Émile Zuccarelli (soutenue par le Parti radical de gauche) et de Simon Renucci (Corse social-démocrate). En effet, Simon Renucci a refusé l'alliance proposée par Émile Zuccarelli.

Cependant une union de toutes les listes de gauche au second tour est fortement envisageable.
Par ailleurs, une liste soutenue par l'Alliance écologiste indépendante et menée par Jean-François Baccarelli se présente en appelant à battre la droite.

### Droite et extrême droite
- Des divisions internes ont été clairement affichées pour la composition de la liste Majorité présidentielle entre Camille de Rocca Serra (président sortant de l'Assemblée de Corse) et Ange Santini (président sortant du Conseil exécutif de Corse). La raison de cette désunion est la volonté de Camille de Rocca Serra de briguer la présidence du Conseil exécutif de Corse, Ange Santini n'étant pas du même avis, souhaitant rester aux affaires. C'est Nicolas Sarkozy, lui-même, qui pourtant avait annoncé son intention de ne pas se mêler de ces élections, qui est intervenu en les recevant à l'Élysée, leur sommant d'afficher l'union.

- Une liste divers droite se présente par ailleurs : la liste Jean Toma (soutenue par le MoDem).

- Une liste Front national est conduite par Tony Cardi.

### Nationalistes
Les nationalistes présentent, eux, deux listes. En effet, les nationalistes dits "modérés" de Gilles Simeoni et Jean-Christophe Angelini (prônant l'autonomie) ont voulu mener cette élection sans les nationalistes dits "radicaux" de Jean-Guy Talamoni (prônant l'indépendance), et refusant la stratégie d'union proposée par ces derniers. Ainsi, Gilles Simeoni mène la liste Femu a Corsica et Jean-Guy Talamoni est en tête d'une liste Corsica libera.

### Autre
Enfin, la liste Demain la Corse - Forza Corsica menée par Jean-François Battini, rassemble des hommes et des femmes de diverses tendances politiques (droite, gauche et nationalistes) issus de la société civile.

### Projets principaux pour la prochaine mandature
- Le PADDUC
- Le GALSI

## Candidats

### Présentation générale
Compte tenu du statut particulier de la région Corse, les listes présentent un ticket : la présidence du Conseil exécutif de Corse (« le gouvernement »), la présidence de l'Assemblée de Corse (l'organe délibérant).
Ci-dessous, la liste officielle des onze listes retenues par la préfecture de Corse, pour participer au scrutin:
- FG : Dominique Bucchini (PCF), président sortant du groupe Communiste, Républicain et Citoyen à l'Assemblée de Corse, ancien maire de Sartène (Corse-du-Sud), ancien député européen - « Front de Gauche pour changer en Corse »
- PRG : Émile Zuccarelli, maire de Bastia (Haute-Corse), président de la communauté d'agglomération de Bastia, ancien ministre, ancien député de la 1re circonscription de Haute-Corse - « Gauche républicaine »
- PRG dissident - PS : Paul Giacobbi (PRG), député de la 2e circonscription de Haute-Corse, président du conseil général de Haute-Corse, ancien maire de Venaco (Haute-Corse) - « L'Alternance »
- CSD : Simon Renucci, député-maire d'Ajaccio (Corse-du-Sud), président de la communauté d'agglomération du Pays Ajaccien - « Réussir ensemble »
- Nationalistes (CL) : Jean-Guy Talamoni, président sortant du groupe Unione Naziunale - Corsica Nazione Indipendente à l'Assemblée de Corse - « Corsica Libera »
- Nationalistes (Inseme - PNC-EÉ[3]) : Gilles Simeoni, conseiller municipal d'opposition de Bastia (Haute-Corse) - « Femu a Corsica »
- MoDem : Jean Toma, maire de Sari-Solenzara (Corse-du-Sud) - « Démocrate et Écologiste avec le MoDem »
- AEI : Jean-François Baccarelli - « Protégeons la Corse »
- Autre : Jean-François Battini - « Demain la Corse - Forza Corsica »
- Majorité présidentielle : Camille de Rocca Serra (UMP), président sortant de l'Assemblée de Corse, député de la 2e circonscription de Corse-du-Sud, ancien maire de Porto-Vecchio (Corse-du-Sud)- « Rassembler pour la Corse »
- FN: Tony Cardi, retraité de la police nationale - « Front national »

## Sondages

### Intentions de vote
Avertissement : Les résultats des intentions de vote ne sont que la mesure actuelle des rapports de forces politiques. Ils ne sont en aucun cas prédictifs du résultat des prochaines élections.
La marge d'erreur de ces sondages est de 4,5 % pour 500 personnes interrogées, 3,2 % pour 1000, 2,2 % pour 2000 et 1,6 % pour 4000.

### Premier tour
| Listes | Listes                                           | Ifop 08/10/2009 | OpinionWay 01/03/2010 | Ifop 08/03/2010 |
| ------ | ------------------------------------------------ | --------------- | --------------------- | --------------- |
|        | Liste D.Bucchini (FG)                            | 6 %             | 12 %                  | 8 %             |
|        | Liste P.Giacobbi (PRG dissident-PS)              | 13 %            | 12 %                  | 15 %            |
|        | Liste E.Zuccarelli (PRG)                         | 11 %            | 10 %                  | 9 %             |
|        | Liste S.Renucci (CSD)                            | 11 %            | 6 %                   | 6 %             |
|        | Liste J-F.Baccarelli (AEI)                       | ---             | 6 %                   | 6 %             |
|        | Liste J.Toma (MoDem)                             | ---             | 2 %                   | 1,5 %           |
|        | Liste C.de Rocca Serra (Majorité présidentielle) | 29 %            | 22 %                  | 23,5 %          |
|        | Liste J-F.Battini (Autre)                        | ---             | 1 %                   | 1 %             |
|        | Liste T.Cardi (FN)                               | ---             | 6 %                   | 5 %             |
|        | Liste G.Simeoni (Inseme - PNC)                   | 17 %            | 17 %                  | 15,5 %          |
|        | Liste J-G.Talamoni (CL)                          | 4 %             | 6 %                   | 9,5 %           |
|        | Personnes interrogées                            | 503             | 1001                  | 505             |

### Second tour
| Listes | Listes                                                                 | Ifop 01/02/2010 | OpinionWay 01/03/2010 | OpinionWay 01/03/2010 | OpinionWay 01/03/2010 | Ifop 08/03/2010 |
| ------ | ---------------------------------------------------------------------- | --------------- | --------------------- | --------------------- | --------------------- | --------------- |
|        | Liste D.Bucchini (FG)                                                  | ---             | 12 %                  | 14 %                  | ---                   | ---             |
|        | Liste P.Giacobbi-É.Zuccarelli-S.Renucci (PRG-PS-CSD)                   | ---             | 32 %                  | ---                   | ---                   | ---             |
|        | Liste P.Giacobbi-S.Renucci-G.Simeoni (PRG dissident-PS-CSD-Inseme-PNC) | ---             | ---                   | 41 %                  | ---                   | ---             |
|        | Liste d'union de toute la gauche                                       | 41 %            | ---                   | ---                   | 45 %                  | 43 %            |
|        | Liste E.Zuccarelli (PRG)                                               | ---             | ---                   | 12 %                  | ---                   | ---             |
|        | Liste C.de Rocca Serra (Majorité présidentielle)                       | 39 %            | 29 %                  | 33 %                  | 33 %                  | 31 %            |
|        | Liste G.Simeoni (Inseme-PNC)                                           | ---             | 19 %                  | ---                   | ---                   | ---             |
|        | Liste J-G.Talamoni (CL)                                                | ---             | 8 %                   | ---                   | ---                   | ---             |
|        | Liste G.Simeoni-J-G.Talamoni (Inseme-PNC-CL)                           | 17 %            | ---                   | ---                   | 22 %                  | 26 %            |
|        | Personnes interrogées                                                  | 504             | 1001                  | 1001                  | 1001                  | 505             |

## Résultats

| Tête de liste  | Tête de liste            | Liste                                | Premier tour | Premier tour | Second tour | Second tour | Sièges | Sièges |
| Tête de liste  | Tête de liste            | Liste                                | #            | %            | #           | %           | #      | %      |
| -------------- | ------------------------ | ------------------------------------ | ------------ | ------------ | ----------- | ----------- | ------ | ------ |
|                | Camille de Rocca Serra*  | Majorité présidentielle              | 27 903       | 21,34        | 39 757      | 27,65       | 12     | 23,53  |
|                | Gilles Simeoni           | Nationalistes modérés (Inseme - PNC) | 24 057       | 18,40        | 37 224      | 25,89       | 11     | 21,57  |
|                | Paul Giacobbi            | PRG dissident - PS                   | 20 242       | 15,48        | 52 661      | 36,62       | 24     | 47,06  |
|                | Dominique Bucchini       | PCF-PG                               | 13 107       | 10,02        | 52 661      | 36,62       | 24     | 47,06  |
|                | Émile Zuccarelli         | PRG                                  | 10 523       | 8,05         | 52 661      | 36,62       | 24     | 47,06  |
|                | Simon Renucci            | CSD                                  | 8 688        | 6,64         | 52 661      | 36,62       | 24     | 47,06  |
|                | Jean-Guy Talamoni        | Nationalistes radicaux (CL)          | 12 236       | 9,36         | 14 159      | 9,85        | 4      | 7,84   |
|                | Jean Toma                | MoDem**                              | 5 554        | 4,25         |             |             |        |        |
|                | Antoine Cardi            | FN                                   | 5 438        | 4,16         |             |             |        |        |
|                | Jean-François Baccarelli | AEI                                  | 2 428        | 1,86         |             |             |        |        |
|                | Jean-François Battini    | Divers***                            | 599          | 0,46         |             |             |        |        |
|                |                          |                                      |              |              |             |             |        |        |
| Inscrits       | Inscrits                 | Inscrits                             | 213 291      | 100,00       | 213 312     | 100,00      |        |        |
| Abstention     | Abstention               | Abstention                           | 80 231       | 37,62        | 66 106      | 30,99       |        |        |
| Votants        | Votants                  | Votants                              | 133 060      | 62,39        | 147 206     | 69,01       |        |        |
| Blancs et nuls | Blancs et nuls           | Blancs et nuls                       | 2 286        | 1,72         | 3 405       | 2,31        |        |        |
| Exprimés       | Exprimés                 | Exprimés                             | 130 774      | 98,28        | 143 801     | 97,69       |        |        |

* liste du président sortant
** Jean Toma a précisé que sa liste « est une liste centriste d'ouverture soutenue par le Modem » mais que « il n'existe aucune "liste Modem" déposée en préfecture».
*** Revendiquant la qualité de "divers", mais la presse le qualifie de "divers droite"

## Analyse

### Premier tour
Contrairement au niveau national où l'abstention atteint un record de 53,64 %, la Corse est la région où les électeurs se sont le plus mobilisés, avec seulement 37,62 % des inscrits ne s'étant pas déplacés. Toutefois, la participation (62,38 %) est en nette baisse par rapport à 2004 où les Corses s'étaient déplacés à 72,51 %.
Le premier tour de cette élection territoriale est marqué par une baisse historique de la droite qui est à la tête de la Collectivité territoriale de Corse depuis 26 ans. Bien qu'arrivée en tête de ce scrutin, la liste conduite par Camille de Rocca Serra et Ange Santini ne dispose que de très faibles réserves de voix, notamment en raison d'une politique de liste unie dès le premier tour. Pour rappel, le premier tour des précédentes élections avait été marqué (hormis la liste UMP) par une multitude de listes DVD (Liste José Rossi, Liste Jérôme Polverini, Liste Jean-Louis Albertini, Liste Marie-Louise Ottavi, Liste Pierre-Philippe Ceccaldi et Liste Jean-Luc Chiappini). Dans l'hypothèse où la liste Majorité présidentielle serait élue, les rôles seraient inversés. En effet, Camille de Rocca Serra briguerait la présidence du Conseil exécutif de Corse et Ange Santini celle de l'Assemblée de Corse.
C'est Paul Giacobbi (soutenu par le PS) qui arrive en tête des listes de gauche et en troisième position de ce scrutin, avec un score de 15,48 % soit 5 points de mieux qu'en 2004. Il lui revient ainsi la responsabilité de parvenir à unir les forces de gauche.
Dominique Bucchini qui conduisait la liste Front de gauche réalise une véritable performance en enregistrant un score supérieur à 10 %, alors qu'il n'avait réalisé que 6,62 % en 2004.
La déception vient en revanche d'Émile Zuccarelli (soutenu par le PRG). Il ne totalise que 8,05 %, un score bien inférieur à celui de 2004 (12,96 %) où il était arrivé en seconde position.
Enfin, Simon Renucci (CSD), n'a pas dépassé la barre des 7 % mais peut toutefois fusionner avec les autres listes de gauche grâce à son score de 6,64 %. Il est en progrès par rapport aux dernières élections où il avait réalisé un score de 5,80 %.
L'ensemble de la gauche réalise ainsi un score cumulé de 40,19 %, suffisant pour obtenir une majorité absolue au second tour. C'est donc Paul Giacobbi qui conduit la liste d'union de gauche après avoir réuni les autres listes dans son village de Venaco le lundi suivant les élections. Dans l'hypothèse où la gauche serait élue au second tour, Paul Giacobbi revendiquerait la présidence du Conseil exécutif de Corse et Dominique Bucchini la présidence de l'Assemblée de Corse.
Il est à noter que sur la liste déposée, Émile Zuccarelli et Simon Renucci ne sont pas présents, le premier laissant sa place à son fils Jean Zuccarelli et le second à Vanina Pieri, déjà présente dans la même assemblée.
Enfin, l'autre surprise est la hausse spectaculaire des nationalistes puisque la liste Femu a Corsica de Gilles Simeoni et Jean-Christophe Angelini se place en seconde position avec 18,40 % des suffrages. Pourtant, malgré leurs appels à un "contrat de mandature" avec la gauche, cette dernière ne l'invita pas à ses réunions d'union, pas plus qu'elle n'a répondu à la réunion initiée par Femu a Corsica le mardi 16 mars, où seuls les indépendantistes étaient présents.
D'ailleurs, les indépendantistes de Corsica libera menés par Jean-Guy Talamoni ont, eux aussi, enregistré un bon score (9,36 %) leur permettant d'être présents au second tour.
Toutes les autres listes n'ont pas dépassé la barre des 5 % leur donnant la possibilité de fusionner avec une liste présente au second tour. 
Il y aura donc une quadrangulaire entre la liste Majorité présidentielle conduite par Camille de Rocca Serra, la liste d'union de la gauche conduite par Paul Giacobbi et les deux listes nationalistes de Femu a Corsica menée par Gilles Simeoni et de Corsica libera menée par Jean-Guy Talamoni.

### Second tour
Pour la première fois depuis 1984, la Corse bascule à gauche. C'est la liste d'union de la gauche conduite par Paul Giacobbi qui arrive en tête avec 36,62 %. Elle est suivie par la liste Majorité présidentielle menée par Camille de Rocca Serra. La liste de droite a toutefois subi une lègère remontée entre les deux tours malgré les faibles réserves de voix dont elle disposait (elle passe de 21,34 % à 27,65 %). C'est un score, malgré tout, insuffisant pour remporter les élections. Les nationalistes modérés de Gilles Simeoni et Jean-Christophe Angelini confirment un peu plus leur ancrage en se plaçant juste derrière la liste sortante avec 25,89 %. Les nationalistes radicaux arrivent en dernière position de ce scrutin avec 9,85 %.
Cette victoire de la gauche est toutefois relativisée car la liste ne recueille que la majorité relative. 
En nombre de sièges, la liste « L'Alternance » (Paul Giacobbi) recueille 24 sièges, la liste "Rassembler pour la Corse" (Camille de Rocca Serra) 12 sièges, la liste "Femu a Corsica" (Gilles Simeoni) 11 sièges et la liste « Corsica Libera » (Jean-Guy Talamoni) 4 sièges.

### Élection du président de l'Assemblée de Corse et du président du Conseil exécutif
- La majorité relative recueillie par la gauche laissait planer un léger doute quant à l'élection du président de l'Assemblée de Corse. La liste « Femu a Corsica » était convoitée par les autres groupes politiques en vue d'une alliance. Finalement, chaque groupe a présenté un candidat aux deux premiers tours de scrutin (où la majorité absolue est nécessaire pour être élu) : Dominique Bucchini ("L'Alternance"), Camille de Rocca Serra ("Rassembler pour la Corse"), Gilles Simeoni ("Femu a Corsica") et Josepha Giacometti ("Corsica Libera"). Au terme de ces deux tours, chaque candidat a recueilli exactement les voix des membres de leur groupe. Il a donc fallu procéder à un troisième tour (où la majorité relative suffit pour être élu). Dominique Bucchini et Camille de Rocca Serra ont maintenu leurs candidatures. Les nationalistes se sont unis autour de Gilles Simeoni. Dominique Bucchini devient donc le 5e président de l'Assemblée de Corse. C'est la première fois qu'un communiste accède à cette responsabilité.

- Les membres du groupe Rassembler pour la Corse ont annoncé en début de reprise de séance qu'ils ne participeraient pas au vote. Il y avait donc deux candidats : Paul Giacobbi ("L'Alternance") et Jean-Christophe Angelini ("Femu a Corsica"). Comme pour l'élection du président de l'Assemblée de Corse, il a donc fallu procéder à un troisième tour. Paul Giacobbi devient le 3e président du Conseil exécutif de Corse